# Kaoru Wada
Kaoru Wada (jap. 和田 薫, Wada Kaoru; * 5. Mai 1962 in Shimonoseki) ist ein japanischer Komponist, Dirigent und Pianist. Er studierte an der Musikhochschule Tokio. Er ist bekannt für die von ihm komponierten Anime-Soundtracks. Im Westen wurde er durch seine Arbeit an 3x3 Augen und Battle Angel Alita bekannt, später noch mehr durch Samurai 7 und Inu Yasha. Er arrangierte auch Orchester- und Klavierstücke für die Soundtracks der beiden Teile von Kingdom Hearts.
Wada ist ein Schüler von Akira Ifukube, dem Komponisten von Godzilla. Wada ist verheiratet mit der Seiyū Akiko Nakagawa, die in der Serie Inu Yasha Sōta Higurashi die Stimme lieh.

## Werke

### Orchester
- Folkloric Dance Suite
- TEN-CHI-JIN symphonic poem
- KAIKYOU symphonic impression
- ITO-DAMA for Tsugaru-shamisen and orchestra
- TOH-KA for cello and orchestra
- KI-SHIN fragment concertante for Japanese taiko drums and orchestra

### Filmmusik
Kaoru Wada hat an folgenden Anime-Serien mitgearbeitet:
- 3x3 Augen
- Tamagotchi
- Battle Angel (Alita)
- D.Gray-man
- Dragon Quest Crest of Roto (Film)
- Eiyū Gaiden Mozaicka
- Spirit of the Sword
- Gakkō no Kaidan
- Ge Ge Ge no Kitarō
- Gilgamesh
- Claymore
- Captain Harlock
- Ijiwaru Baasan
- InuYasha
- Iron Leaguer
- Mushiking
- Kikaider
- Kindaichi Shōnen no Jikenbo
- Kingdom Hearts Series
- Kishin Heidan
- Knight of the Iron Dragon
- Madara
- Kenran Butōsai
- Ninja Scroll
- Play Ball
- Princess Tutu
- Puppet Princess
- Record of Lodoss War zweite TV-Serie
- Rerere no Tensai Bakabon
- Sakura Wars
- Samurai 7
- Silent Möbius Motion Pictures 1-2
- Strange Dawn
- Tekkaman Blade
- Tesla Note
- The Cockpit
- Thunder Jet
- To Heart